# Ken Norton junior
Kenneth „Ken“ Howard Norton, Jr. (* 29. September 1966 in Lincoln, Illinois) ist ein ehemaliger US-amerikanischer American-Football-Spieler und aktueller -Trainer. Der Sohn von Ken Norton spielte 13 Jahre als Linebacker in der National Football League (NFL) und gewann dreimal in Folge den Super Bowl.
Seit 2018 ist er der Defensive Coordinator der Seattle Seahawks.

## College und NFL
Nach Abschluss der Highschool studierte Norton Soziologie an der University of California, Los Angeles (UCLA) und spielte für die UCLA Bruins. 1988 wurde Norton in der zweiten Runde des NFL Drafts von den Dallas Cowboys ausgewählt. Die nächsten fünf Jahre spielte der Linebacker für die Texaner und gewann mit ihnen den Super Bowl XXVII und den Super Bowl XXVIII. Beim Super Bowl XXVII hatte Ken Norton entscheiden Anteil am Sieg der Cowboys, als er im letzten Viertel einen Fumble aufnahm und einen Touchdown erzielte.
1993 ging er nach Kalifornien zu den San Francisco 49ers und gewann dort gleich im ersten Jahr den Super Bowl XXIX. Damit ist Ken Norton Jr. der einzige Spieler, der drei Super Bowls in Folge gewann. Bis zu seinem Karriereende 2000 blieb er bei den 49ers. 1993 und 1995 wurde Norton für den Pro Bowl nominiert.
1994 musste der Runningback der Los Angeles Raiders, Napoleon McCallum, seine Karriere nach einem Tackle von Ken Norton beenden. McCallum stürzte dabei unglücklich und brach sich das Knie.

## Nach der Profi-Karriere
Nach seiner aktiven Karriere arbeitete Ken Norton Jr. als Radio- und Fernsehanalyst und trainierte das Team der Hamilton High School.
Von 2004 bis 2009 trainierte er die Linebacker bei den USC Trojans. Danach folgte er Head Coach Pete Carroll zu den Seattle Seahawks, wo er ebenfalls die Linebacker trainierte. Mit den Seahawks gewann er den Super Bowl XLVIII und verlor im Jahr darauf mit ihnen im Super Bowl XLIX gegen die New England Patriots. In der Woche nach der Niederlage gegen die Patriots wechselte er zur Saison 2015 als Defensive Coordinator zu den Oakland Raiders und Head Coach Jack Del Rio. Im Januar 2018 verpflichteten ihn die Seahawks als ihren Defensive Coordinator.